# Нойнкірхен (Австрія)
Нойнкірхен (нім. Neunkirchen) — місто в Австрії, в федеральній землі Нижня Австрія, у окрузі Нойнкірхен.